# 17969 Truong
17969 Truong è un asteroide della fascia principale. Scoperto nel 1999, presenta un'orbita caratterizzata da un semiasse maggiore pari a 2,5784864 UA e da un'eccentricità di 0,0512112, inclinata di 1,44196° rispetto all'eclittica.